# 33450 Allender
33450 Allender è un asteroide della fascia principale. Scoperto nel 1999, presenta un'orbita caratterizzata da un semiasse maggiore pari a 2,2941755 au e da un'eccentricità di 0,1498281, inclinata di 5,88794° rispetto all'eclittica.
L'asteroide è dedicato all'insegnante statunitense Kate Allender.